# Klam
Klam là một đô thị ở huyện Perg thuộc bang Oberösterreich, Áo. Đô thị Klam có diện tích 8,4 km², dân số thời điểm năm 2006 là 862 người.